# Celles-lès-Condé
Celles-lès-Condé là một xã ở tỉnh Aisne, vùng Hauts-de-France thuộc miền bắc nước Pháp.